# Curly Coated Retriever
Der Curly Coated Retriever ist eine von der FCI  anerkannte  britische Jagdhunderasse (FCI-Gruppe 8, Sektion 1, Standard Nr. 110).

## Herkunft und Geschichtliches
Beim Curly Coated Retriever (engl. kraus gelockter Apportierhund), häufig auch kurz als Curly bezeichnet, handelt es sich um eine seltene Jagdhundrasse, die heute vor allem als Familienhund gehalten wird. Er ist die älteste Rasse aus der Familie der Retriever. Weltweit gibt es rund 4.000 Curly Coated Retriever, die meisten davon in Nordeuropa, wobei sich die Rasse mittlerweile auch im übrigen Europa einer gewissen Beliebtheit erfreut. 
Die Rasse entstand im 19. Jahrhundert durch die Kreuzung eines Neufundländers mit einem Irish Water Spaniel sowie später verschiedenen Pudeln. In seinem Herkunftsland England wurde sie 1860 erstmals auf einer Ausstellung in Birmingham gezeigt; vermutlich existierte sie schon 1803.

## Beschreibung
Rüden werden bis zu 69 cm groß, Hündinnen bis zu 63 cm. Ihr Aussehen ist von einem kräftigen und drahtigen Körperbau mit einem lebhaften Gang geprägt. Das Fell ist schwarz oder braun mit festen, dichten Locken. Der Schädel ist rundlich mit einer eckigen Schnauze; die großen weiten Ohren sind schwarz oder dunkelbraun und mit kurzen Locken bedeckt. Der Schwanz ist kurz und gerade mit einem spitzen Ende und lockigem Haar.

## Wesen
Curly Coated Retriever sind intelligente Jagdhunde mit viel Temperament und lieben wie alle Retriever-Rassen das Wasser. Sie benötigen viel Platz und Auslauf; ihr Wach- und Schutztrieb ist ausgeprägt und sie sind Fremden gegenüber reserviert, doch sind sie grundsätzlich freundliche, treue und anhängliche Tiere. Die Rasse wird auch mit folgenden Stichworten charakterisiert: aktiv, flink, ausdauernd, freundlich, selbständig, treu, anhänglich, eher dominant, ungestüm, wachsam, guter Geruchssinn, arbeitet gerne, kann eigensinnig sein, Fremden gegenüber reserviert, verspielt, ruhig.